# Экономика Новокузнецка
Новокузнецк — город с динамично развивающейся экономикой. В 2009 году Новокузнецк, обогнав Оренбург, занял 27 место в рейтинге «30 лучших городов для бизнеса», составленного русским изданием журнала «Forbes». При этом по показателю покупательной способности город занял 15 место. В 2010 и 2012 годах Новокузнецк не попал в аналогичный рейтинг, в 2011 году рейтинг городов не составлялся. В 2013 году поднялся в рейтинге на 13 позицию. Среди преимуществ были названы: высокое сосредоточение промышленных предприятий и доступность инфраструктуры.
С 1992 года в городе ежегодно проводятся выставки в рамках «Кузбасской ярмарки» по более чем 50 темам, в том числе «Металлургия», «Машиностроение», «Лес. Деревообработка» и др. Ключевым событием ярмарки является Международная специализированная выставка технологий горных разработок «Уголь России и Майнинг», одна из крупнейших выставок в мире по технологиям подземной добычи угля.
В Кузнецком районе расположена Зона экономического благоприятствования промышленно-производственного типа Кузнецкая слобода.
В Новокузнецке работают подразделения компаний Евраз  и Русал.

## Ресурсоснабжение

### Энергетика
Теплоснабжение и горячее водоснабжение осуществляется, преимущественно, Западно-Сибирской ТЭЦ (Заводской и Новоильинский районы), Кузнецкой ТЭЦ (Кузнецкий район, часть Центрального района), Центральной ТЭЦ (часть Куйбышевского и Центрального районов), а также 36-ю котельными, принадлежащими ОАО «Городская тепловая компания» (расположены преимущественно в Куйбышевском и Орджоникидзевском районах города). Снабжением потребителей электроэнергией занимается Кузбассэнергосбыт  Теплоснабжающие компании : Кузнецкая ТЭЦ, Западно-Сибирская ТЭЦ, Сибирская сбытовая компания, Межрегиональная сбытовая компания, Новокузнецкая теплосетевая компания , Кузбасский филиал ООО «Сибирская теплосбытовая компания» , ООО Кузнецктеплосбыт.
Электроснабжение осуществляют  Южные электрические сети филиала ПАО «МРСК - Сибири» - «Кузбассэнерго – РЭС» , Горэлектросеть, Кузбасская энергосетевая компания» филиал «Энергосеть г. Новокузнецка», Газотурбинная электрическая станция «Новокузнецкая» ОАО «Кузбассэнерго», Южное межрайонное отделение ОАО «Кузбассэнергосбыт», Металлэнергофинанс, Энергосбыт . ООО "Горэлектросеть", ООО "Энергосбыт", ООО "ТеплоСервис" входят в холдинг - Группа энергетических компаний.

### Водоснабжение
Водоснабжение Новокузнецка осуществляется шестью водозаборами : Драгунским (недалеко от села Атаманово Новокузнецкого района), Левобережным (выше впадения Абы в реку Томь), Абашевским (в районе территории Абашево), Безруковским (в районе села Безрукова),Ковшевым забором ОАО Евраз  ЗСМК на левом берегу, кустом скважин на территории Заводского района 
Основными водопотребителями города являются:
- ОАО «КМК» — 109,073 млн.м3/год
- ОАО «ЗСМК» — 124,25 млн.м3/год
- ЗАО «Водоканал» — 99,40 млн.м3/год
- Западно-Сибирская ТЭЦ — 109,72 млн.м3/год
- Кузнецкая ТЭЦ — 24,59 млн.м3 /год

Данные 1998 года-
Централизованная система водоснабжения и водоотведения города Новокузнецк ведет отчет своей истории с 1930 года. К началу 80-х годов проблемы, копившиеся и не решаемые годами, привели дела на предприятии к полному упадку. Чтобы вывести Водоканал из кризиса, нужны были кардинально новые решения и подходы. Точкой отсчета второго Дня рождения Водоканала стал его переход на аренду. 31 мая 1990 года Новокузнецкий Водоканал стал первым арендным предприятием коммунального хозяйства в Советском Союзе.
Среднесуточное потребление воды питьевого качества населением и организациями города 210-270 тыс м3/сут 
Трубопроводы сточной воды имеют два гидравлических режима - самотечный и напорный. Очистные сооружения Новокузнецка расположены на правом берегу реки Томи севернее ЗСМК.Производительность очистных сооружений 310 тыс м3/сут
Максимальный объем стоков воды составляет 200-280 тыс м3/сут в зависимости от сезона
Кроме того водоснабжением занимаются Сибирская сбытовая компания , ООО Комсервис.
Строительство и ремонт осуществляют компании Ремспецстрой, Стройпроект 

## Промышленность
Основным и определяющим фактором, влияющим на социально-экономическое развитие города и, в значительной степени, региона является состояние и развитие производственного комплекса.
Промышленный сектор Новокузнецка является одной из ведущих отраслей экономики города. В нём сосредоточено 70 % оборота организаций, 43 % инвестиций в основной капитал, 37 % среднесписочной численности работников организаций.

Основой промышленного потенциала города Новокузнецка являются металлургические производство, добыча полезных ископаемых, производство готовых металлических изделий. На долю этих доминирующих видов деятельности приходится 81 % объёма отгруженных товаров и услуг… Предприятия энергетики города Новокузнецка составляют в объёме производства продукции Кемеровской области почти 16 %.
ЗСМК и НКМК — крупные российские производители проката, железнодорожных, трамвайных рельсов. В 2011 году НКМК вошёл в состав ЗСМК.

Производство и распределение электроэнергии, газа и воды для нужд населения и предприятий города осуществляют Кузнецкая ТЭЦ ФЛ ОАО «Кузбассэнерго», ОАО «Тепловая энергия», ОАО «Новокузнецкий металлургический комбинат» (ТЭЦ КМК), ЗАО «Кузнецкэнерго», ООО «Энергосбыт», МКП «Водосеть», ЗАО «Водоканал», ОАО «Комсервис» и ряд других организаций.
При НКМК и ЗСМК работают ТЭЦ НКМК и ОАО «Западно-Сибирская ТЭЦ». Новокузнецк получает электроэнергию по распеределительным электрически сетям МРСК Сибири от Кузнецкой ТЭЦ и расположенной на её территории Новокузнецкой ГТЭС, Южно-Кузбасской и Томусинской ГРЭС, а также Саяно-Шушенской ГЭС. Покрытие дефицита электрической энергии осуществляется перетоком мощности из Объединённой Энергосистемы Сибири по электрическим сетям ФСК ЕЭС.
За 2012 год оборот крупных и средних организаций в действующих ценах составил 410,5 млрд рублей и вырос по сравнению с 2011 годом на 4 %. Лидирующее положение (2012 год) в структуре промышленного производства занимают отрасли:
- металлургическое производство и производство готовых металлических изделий — 61,7 %;
- добыча полезных ископаемых — 17,6 %;
- производство и распределение электроэнергии, газа и воды — 5,4 %.

При этом объём отгруженных товаров собственного производства, выполненных собственных силами работ и услуг (всеми категориями производителей) по виду деятельности «Обрабатывающие производства», составил 204,6 млрд рублей, что в действующих ценах на 6,1 % меньше, чем в 2011 году.
| Отрасли                                              | Предприятия |
| ---------------------------------------------------- | --- |
| Чёрная металлургия                                   | - ОАО «Евраз Объединённый Западно-Сибирский металлургический комбинат» (ЕВРАЗ ЗСМК) - ОАО «Кузнецкие ферросплавы» - ОАО «Евразруда» |
| Цветная металлургия                                  | - ОАО «Новокузнецкий алюминиевый завод» - Завод горячего цинкования |
| Угольная промышленность                              | - ОАО «Объединённая угольная компания „Южкузбассуголь“» - ОАО «Шахта Большевик» - ОАО «Шахта Полосухинская» - ОАО «Разрез Талдинский» - ЗАО «Угольная Компания Казанковская» - ЗАО «Шахта Антоновская» - ООО «Холдинг Сибуглемет» |
| Машиностроение                                       | - ООО «Кузнецкие металлоконструкции» - ОАО «Завод Гидромаш» - ОАО «НЗРМК имени Н. Е. Крюкова» - ОАО «Завод Универсал» - ЗАО «Завод микропроцессорной техники-Энергия» - ООО «Сибирский завод металлоконструкций» - ООО «Сибирский завод Энергопром» - ООО «Сибэлектро»- «Кузбассшахттехнология» - ООО «Горный инструмент» - ООО «Евроэлемент» - ООО НПП Завод МДУ - EXC (EnergyX Componets) - ЭлектроТехСервис-Сибэнергосила - Север-Скан-Авто - Комбипласт - Хайцтехник - Гринлайт             |
| Строительная промышленность                          | - ООО «Региональная строительная компания» - ООО «Производственная Компания Кузнецкий Цементный Завод» - ООО «Объединённая компания Сибшахтострой» - АООТ «Кузбасстрансстрой» - ОАО «Кузнецкпромстрой» - ОАО «Кузбассшахтостроймонтаж» - ООО «Русский дом» |
| Лесная промышленность                                | - ООО «Лес-сервис» - Западно-Сибирская лесопромышленная компания |
| Электроэнергетика                                    | - Западно-Сибирская ТЭЦ - Новокузнецкая ГТЭС - Кузнецкая ТЭЦ - Центральная ТЭЦ - ОАО «Городская тепловая компания» (городские котельные) |
| Пищевая промышленность                               | - ОАО «Новокузнецкий ликёро-водочный завод» - ОАО «Ликёроводочный завод „Кузбасс“» - ОАО «Новокузнецкая кондитерская фабрика» - ЗАО «Кузбасский пищекомбинат» - ОАО «Новокузнецкий хладокомбинат» - ООО СПК «Чистогорский» - ОАО «Кузнецкая молочная компания» - ГП КО «Новокузнецкий завод „Детское питание“ - ОАО „Пингвин“ - ЗАО „Новокузнецкий винодельческий завод“ - Завод безалкогольных напитков Ирбис - Шоколатье - Томак НК - Завод детское питание (строящийся, 2006) - Родная земля |
| Химико-фармацевтическая и медицинская промышленность | - ОАО „Органика“. - ООО „МИЦ СПФ“ |
| Химическая промышленность                            | - ООО Химкрекинг - Завод по сжижению природного газа - ООО Сварог - производство РВД |
| Транспорт                                            | - Открытое акционерное общество „Орджоникидзевское автотранспортное предприятие“ (ОАО „Орджоникидзевское АТП“) - Открытое акционерное общество „Пассажирское автотранспортное предприятие № 4“ (ОАО „ПАТП № 4“) - Муниципальное троллейбусное предприятие г. Новокузнецка - Муниципальное трамвайное предприятие № 1 - Муниципальное трамвайное предприятие № 3 - ООО „Аэрокузбасс“ - Новокузнецктрансавто                                                                                      |
| Лёгкая промышленность                                | - ООО „Берёзка“ (швейная фабрика) - Обувная компания "Монро" |

### Награды предприятий
18 предприятий Новокузнецка были награждены Орденами и медалями.

#### Орден Ленина
Предприятия, награждённые Орденом Ленина:
- Кузнецкий металлургический комбинат
- Западно-Сибирский металлургический комбинат
- Шахта «Зыряновская»
- Трест «Кузбасстрансстрой»
- Трест «Кузнецкметаллургстрой»
- Трест «Сибметаллургмонтаж»
- Новокузнецкая городская комсомольская организация

#### Орден Трудового Красного знамени
Предприятия, награждённые Орденом Трудового Красного знамени:
- Кузнецкий металлургический комбинат
- Новокузнецкий алюминиевый завод
- Шахта «Нагорная»
- Производственное объединение «Южкузбассуголь»
- Трест «Кузнецкпромстрой»
- Трест «Востокгидроспецстрой»
- Трест «Запсибэлектромонтаж»
- Новокузнецкий государственный институт усовершенствования врачей
- Новокузнецкая городская клиническая больница
- Сибирский государственный индустриальный университет

#### Орден Октябрьской революции
Предприятия, награждённые Орденом Октябрьской революции:
- Кузнецкий металлургический комбинат
- Трест «Кузнецкпромстрой»

#### Орден «Знак Почёта»
Предприятия, награждённые Орденом «Знак Почёта»:
- Газета «Кузнецкий рабочий»
- Дворец Культуры Кузнецкого металлургического комбината

#### Орден Кутузова I степени
Предприятия, награждённые Орденом Кутузова I степени:
- Кузнецкий металлургический комбинат

## Услуги

### Торговля и потребительский рынок
В 1947 году было 45 продовольственных, 25 промтоварных, 99 смешанных , 87 хлебных магазинов, 141 ларек и киоск, 112 кафе и ресторанов. В ноябре 1969 года, на проспекте Курако, открывается Центральный крытый рынок.
Оборот розничной торговли в 2012 году составил 85,3 млрд рублей, что в товарной массе на 3,3 % больше, чем в 2011 году. Оборот общественного питания по всем каналам реализации в 2012 году составил 3,56 млрд рублей, что в сопоставимых ценах на 4,5 % больше, чем в 2011 году. За 2012 год населению города оказано платных услуг во всех секторах реализации на 19,3 млрд рублей, что в сопоставимых ценах на 0,6 % меньше, чем в 2011 году.
Рынок города представлен местными и федеральными торговыми сетями: «Лента», Магнит, Ярче, Холидей Классик", «Кора», «Мария-Ра», «Чибис», «Копейка НК», «Эльдорадо», «Спортмастер», «Чемпион», «М.видео», «DNS», «Компьютерные системы», Автомир (официальный дилер Renault, Suzuki и Hyundai)
. С Новокузнецка начали своё развитие обувные сети «Монро», «Трэйс», Техносистема.
12 декабря 2008 года был открыт первый торговый центр «МЕТРО» в Кузбассе, общая торговая площадь которого составляет 8 000 м2.
28 декабря 2013 года открылся, крупнейший на момент открытия в Кузбассе, торгово-развлекательный центр «Сити Молл». Общая площадь: 87 000 м2. 28 ноября 2014 года открылся крупнейший в Сибири торгово-развлекательный центр «Планета» — общая площадь ТРЦ составляет 162 000 м2, торговая — 72 900 м2. До этого самым крупным в Сибири считался торгово-развлекательный центр «Аура», расположенный в Новосибирске — его общая площадь составляет 150 000 м2. Оба торговых объекта принадлежат одной компании — российской «РосЕвроДевелопмент».

#### Закрытые
Также работали магазины Орматек-Сибирь и ЭТС Стройкомплект, гипермаркеты бытовой техники DOMO и Техносила. С 2015 по 2019 были закрыты сети местных магазинов: «Азалия», Центрпродсервис («Ближний», «Европейские продукты», «Универсам», «Апельсин» и «Продукты»), Солнышко (ООО «Новокузнецкобувьторг» и ООО «Кия-1»), «Чибис» («РегионМарт»), «Холодильник», «Ваш Гастрономыч» (ООО «Биг Хоом»), «Копейка» (ООО «Копейка-НК»). Закрылись книжные магазины «Сократ», «Цицерон» и «Планета» (1974—2024); Аптеки (Муниципальная, Губернская, Ладушка).

### Финансовый сектор
В Новокузнецке работают отделения более сорока банков. Наибольшее количество отделений в городе имеют следующие федеральные банки „Альфа-банк“, „ ПАО ВТБ24“, ПАО Сбербанк 51 отделение, „Совкомбанк“, Банк „Уралсиб“, „Уральский банк реконструкции и развития“, „Хоум Кредит энд Финанс Банк“. В Новокузнецке работают три местных новокузнецких банка: „БСТ-Банк“, „Кузнецкбизнесбанк“, „Новокузнецкий коммерческий инновационный банк“ (НовоКИБ).
Работает финансовая компания -Кузбассфинанслизинг.

### Строительство
В конце XX века в Новокузнецке работали такие организации промышленного строительства, как „Кузнецкпромстрой“, „Кузбасстрансстрой“, „Кузнецкметаллургстрой“, „Востокгидроспецстрой“, „Сибметаллургмонтаж“, „Запсибэлектромонтаж“ , Кузнецкшахтострой и организации жилищного строительства, как НДСК имени Косилова (ныне ООО "Строительная компания) и „Южкузбасстрой“. Работали также такие компании, как СК Новокузнецк, ООО Сибтехнострой. Малые предприятия :Квартал 68, Квартал-Инвест. Строительными работами занимались также ЗАО «Новокузнецк-ремстрой-Н», ооо Финестра. Предприятия стройиндустрии: Авангард-Бетон, ооо Железобетон-4,ООО «Электро-МеталлоПолимер» , ООО «Барколь» , ЗАО «Кузбасс-промсервис-Авторесурс» , ООО «Стройдеталь-Н»
В ноябре 2005 года в состав СК "Южкузбасстрой" входило ряд крупных предприятий: ЗАО "Кузнецкгражданстрой", специализирующееся на строительстве жилья; ЗАО "Новокузнецкпромстрой", занимающееся строительством объектов промышленного и социального назначения; ЗАО "Новокузнецкспецстрой", выполняющее работы по укладке наружных и внутренних сетей водо-, тепло-энергоснабжения, магистральных трубопроводов и монтажу металлоконструкций и т.д.; ЗАО "Промдорстрой", осуществляющее полный спектр работы, связанных со строительством, реконструкцией и ремонтом автомобильных дорог; ОАО "Новокузнецкая автобаза"; ОАО "Новокузнецкий опытный завод технологического оборудования" - универсальное многопрофильное предприятие, изготавливающее различные стальные сварные конструкции и технологическое оборудование для промышленного и гражданского строительства; ЗАО "Завод строительных изделий"; ООО "Бетонно-растворный завод".
Темпы жилищного строительства
- 2013г -219 592 м²;
- 2014г -223 337 м²;
- 2015г -131 601 м²;[30].
- 2016г -207 400 м².[31] (в т ч . индивидуальные жилые дома 129 602? )
- 2017 г -140 286 м².[32]

### Переработка отходов
В городе работают следующие предприятия по переработке отходов  Наиболее стабильно работающими предприятиями в сфере переработки отходов являются следующие организации: Новокузнецкий мусороперерабатывающий завод, ООО «АКМО» ,  ООО «Витал-Сервис» ,  ООО «Новокузнецкий Завод переработки и производства пластмасс» ,  ООО «Новолит» , ООО «СМЦ» ,  ООО «Технологии рециклинга»,  ООО «Экологический региональный центр» , фабрика "Знамя", Альфа-СПК . (всего 14 организаций), за 2016 год вывезено 1560,7 тыс м³ твёрдых отходов и 0,1 тыс м³ жидких отходов

### Цветоводство
Ландшафтное бюро - Экодизайн, Цветочный мир, Зеленстрой

### IT-технологии
- В городе работают такие компании как  Айнет ,Аксиома, Анвик, Актоника, Град-НК, Инспаер-Тек, Конкорд, Кузбасский компьютерный центр, НИЦСУ, ОлаСофт, Синерго, Системы автоматизации  , Эвриком-Кузбасс, .

Также в городе действует несколько интернет-провайдеров (GoodLine, Centra, Ростелеком, Сибирские сети, Связь-сервис).

### Научные, проектные и инновационные организации
В городе работают такие научные организации , как НИЦ СУ, Новокузнецкий химико-фармацевтический институт , Сибэкотехника, Сибгипроруда , НИИ ГППКЗ,  SGS , научные подразделения ВУЗов.

### Охранные предприятия
- Русич , Страж , Добрыня, Интерлок-ЗСМК, Витязь.

## Транспорт
Общественный транспорт в Новокузнецке зародился в результате бурного развития города в середине XX века.
Новокузнецк состоит из нескольких районов. Для транспортного сообщения в городе Новокузнецк используются следующие виды транспорта —- автобус, троллейбус, трамвай, электричка. В городе также действует междугородний транспорт, электричка, автобус, маршрутные такси. В 30 км к западу от Новокузнецка расположен аэропорт Новокузнецк-Спиченково. В летний сезон аэропорт отправляет самолёты в аэропорты России и Украины. В городе имеется железнодорожный вокзал, откуда ежедневно отправляются пассажирские поезда по территории России, Казахстана, Кыргызстана.
Имелись автобазы- Западная, Антоновская, Кузнецкая, Куйбышевская, Байдаевская, Обнорская
В городе работает железнодорожный транспорт  (Грузовые перевозки , Пассажирские :Федеральная пассажирская компания и Кузбасс-пригород, внутригородские перевозки осуществляются автобусами, трамваями и троллейбусами.
Существует сеть заправочных станций для автомобилей, с 2019 работает заправка для электромобилей.

### Троллейбус
Открыт в 1977 году.Имеется шесть маршрутов в Центральном, Куйбышевском и Заводском районах.

### Трамвай
Открыт 30.11.1933 г. Имеется две не взаимосвязанных транспортных системы: Новокузнецкая (Кузнецкий, Куйбышевский, Орджоникидзевский и Центральный районы) и Запсибовская (Заводской район); в совокупности действует 6 маршрутов.

### Автобус
Автобусное сообщение соединяет Центральный, Куйбышевский, Кузнецкий, Орджоникидзевский, Новоильинский, Заводской районы, а также посёлки и сёла Новокузнецкого района.
Крупнейшие узлы: Железнодорожный  и Автобусный вокзалы, НКМК, Левый Берег, Советская площадь, Абашево, ул. Тореза, ул.40 Лет ВЛКСМ.
Междугородние маршруты на Осинники, Прокопьевск и Междуреченск  с остановками в городе.

### Речной
Начало пассажирским речным перевозкам в Новокузнецке было положено в конце XIX века, когда в мае 1989 года из Томска пришёл первый пароход «Томь». К 1910 году сообщение между Томском и Кузнецком стало регулярным. Со временем, на смену пароходам пришли теплоходы, а еще позже, из-за мелководья Томи, стали использоваться
глиссеры «Заря». В 1974 году, в расцвет речного судоходства, в Новокузнецке был открыт речной вокзал, а пассажиропоток достигал 700 тысяч человек в год. Наиболее востребованными были маршруты до Осинового Плёса, Ячменюхи и других крупных деревень. Последние катера марки КС перевозили пассажиров до 2014 года, но в связи с обмелением Томи, речное судоходство было прекращено.

## Социальное развитие

### Занятость
Среднесписочная численность работающих в организациях (без субъектов малого предпринимательства), 133,0 тыс. человек. Число безработных −4747 человек.
По данным на декабрь 2016 года:
- добыча полезных ископаемых −5620
- обрабатывающие производства, в том числе 33792
  - производство пищевых продуктов, включая напитки −2217
  - химическое производство 1495
  - металлургическое производство 18331
  - производство готовых металлических изделий 5558
  - производство машин и оборудования 2547
- производство и распределение электроэнергии, газа и воды −5427
- строительство −3773
- оптовая и розничная торговля; ремонт автотранспортных средств, в том числе −10381
  - гостиницы и рестораны 981
- транспорт и связь 13902
- финансовая деятельность 2801
- операции с недвижимым имуществом, аренда и предоставление услуг 8770
- государственное управление и обеспечение военной безопасности; обязательное социальное обеспечение 8094
- образование 18305
- здравоохранение и предоставление социальных услуг 15780
- предоставление прочих коммунальных, социальных и персональных услуг 4396

Крупнейшие работодатели, зарегистрированные в Новокузнецке (информация на 1.03.2021) -
- ЗСМК − 22407;
- Первая горбольница-4402;
- Кузнецкие ферросплавы-2554;
- ГУВД-1913;
- Детская больница-1635;
- Шахта Полосухинская-1604;
- 29 больница-1580
- Новокузнецкий алюминиевый завод-1434
- Южкузбассуголь -1376
- Магнит-1376
- Юбилейная-1330
- Новокузнецкий ЦОРС-1248
- Монетка-1188
- НЗРМК им Крюкова-1099
- Автоколонна Южкузбассуголь 1081
- ТТП-1069
- Мария-Ра 1049
- филиал ККД Барбарелла
- Органика-997
- Сибшахтострой-978
- Есаульская-975
- Вторресурс-переработка-913
- Усковская-905
- Локомотивное депо-868
- Водоканал-863
- Бургундский Северный -837
- Новокузнецкий почтампт-825
- Сибэнерго-812
- Шахта Большевик-808
- Завод универсал-806
- Евразтехника-798
- Интерлонхк-Н 793
- Питеравто-788
- Депо Новокузнецк-Северный 773
- ФПК-749
- Почтампт-748
- НДСК -746
- Кузнецкие металлоконструкции-729
- Центр сервисных решений-702
- Сибгиу-695
- Камелот -659
- НДРСУ-649
- ООО Хлеб-629
- Сибэнергоуголь-618
- СЖС Восток лимитед-599
- Сбербанк-596
- Комбинат питания-577
- Пятерочка-573
- Кузнецкпогрузтранс-559
- Кузнецкая ТЭС-539
- Электротехсервис-506
- Станция скорой помощи-486
- ООО Исо-482
- ВГСЧ-481
- ТМК-481
- Электрометаллургический завод-476
- Техносистема-474
- Аэрокузбасс-467
- Фпс-11 450
- Психиатрическая больница-438
- Бухгалтерия гороно-431
- Сиб завод мет конструкций-425
- Сибэлектро-425
- Интерлок-зсмк 419
- Центральная ТЭЦ-414
- Тубдиспансер-414
- Степановский-405
- Полосухинская дистанция-387
- Разрез южный-387
- Интерлок-зсмк 385
- Трансэлектромонтаж-384
- Доминго-369
- Онкодиспансер-367
- Хладокомбинат-366
- Грандмедика-366
- Стоматология-365
- Фпс24-364
- Новокузнецкая дистанция-363
- МУП обслуживание соцсферы-363
- Ксз-360
- Южкузбассгру-357
- Упфр-353
- ЦОФ кузнецкая-353
- Детдом-348
- Кемгу-347
- Центр инвалидов- 347
- Кузнецкбизнесбанк-345
- Энергия холдинг-342
- Промугольсервис-334
- Ресурс-334
- Евразэнерготранс-319
- Сэми- 308
- Патп-308
- Пассажирские перевозки-304
- Ржд-медицина 301
- ЦОФ Абашевская-298
- Рук-287
- Рэу-285
- Дороги новокузнецка-281

### Предпринимательство
В городе активно развиваются проекты предпринимателей 

## Бюджет
Решением Новокузнецкого городского Совета народных депутатов от 29.12.2015 № 14/160 «О бюджете Новокузнецкого городского округа на 2016 год и на плановый период 2017 и 2018 годов» бюджет города был утвержден в размере 14.763.337,2 тыс. руб. по доходам и 16.418.510,2 тыс. руб. По расходам с дефицитом в сумме 1.655.173,0 тыс. руб.
По данным налоговых инспекций города произошло снижение количества плательщиков ЕНВД - юридических лиц с 1461 в 2015 году до 1315 единиц в 2016 году; плательщиков ЕНВД - физических лиц с 4781 в 2015 году до 4588 в 2016 году.
- Налоговые и неналоговые доходы - 6914 млн руб
  - НДФЛ: 56% доходов, 29,5%отчисления
  - Земельный налог 20 % , 100 % отчислений
  - УСН ЕНВД - 10% 30%отчисления (УСН), 100 % отчисления (ЕНВД)
  - Арендная плата за землю 4% доходов, 100% отчислений
  - Прочие доходы: 10 % доходов, в т ч транспортный налог (5% отчислений)
- Расходы - 20530 млн руб
  - Образование: 9476 млн руб
  - Экономика, дорожное хозяйство: 3627 млн руб
  - Социальная политика: 2584 млн руб
  - ЖКХ: 2451 млн руб
  - Общие государственные вопросы: 630 млн руб
  - Культура: 566 млн руб
  - Физкультура и спорт: 346 млн руб
  - Обслуживание долга: 226 млн руб
  - Национальная безопасность: 228 млн руб
  - Охрана окружающей среды: 6 млн руб
  - СМИ: 5 млн руб

Бюджет Новокузнецкого городского округа за 2022 год составил:
- по доходам 31 миллиард 276 миллионов 462,3 тыс. руб.;
- по расходам 31 миллиард 479 миллионов 894,7 тыс. руб.;
- дефицит 203 миллиона 432,4 тыс. руб.

## Статистические данные
- Оборот организаций (без субъектов малого предпринимательства), 583,6 млрд. рублей
- Объем отгуженных товаров собственного производства (в млрд рублей)
  - добыча полезных ископаемых 114,2 млрд. рублей
  - обрабатывающие производства 210,1 млрд. рублей
  - производство и распределение электроэнергии, газа и воды 16,4 млрд. рублей
- Объем работ, выполненных по виду деятельности «Строительство» 13,0 млрд. рублей
- Оборот розничной торговли- 97,5 млрд. рублей -97,5
- Объем платных услуг населению -23,0 млрд. рублей [31]

В 2016 году произведено продукции : уголь обогащённый  -11285 тыс тонн, полуфабрикаты мясные замороженные-939 тонн , полуфабрикаты мясные охлажденные 4846 тонн , изделия мясные (кулинарные )- 85 тонн, мука -107975 тонн , хлеб - 28963 тонн, кондитерские изделия - 1673 тонн,  лесоматериалы - 7,6 тыс куб м., конструкции железобетонные - 54, 5 тыс куб м, конструкции сборные из стали 59 тыс тонн, электроэнергия -3759 ГВТ-Ч, Тепловая энергия -9899 тыс ГГКал  
|                     | 2016 | 2015  | 2014  | 2013  | 2012  | Объём 2012 |
| ------------------- | ---- | ----- | ----- | ----- | ----- | ---------- |
| Производство чугуна | 92,7 | 101,3 | 098,1 | 099,6 | 097,0 |            |
| Ферросилиция        | 96,0 | 091,0 | 098,1 | 098,9 | 094,1 |            |
| Стали -             | 95,7 | 094,4 | 100,3 | 109,3 | 098,5 | (8014,5)   |
| Прокат готового     | 99,8 | 095,1 | 100,9 | 110,8 | 095,6 |            |
| Прокат сортовой     | 92,7 | 090,6 | 101,6 | 110,3 | 105,3 |            |
| Проволока           |      | 104,1 | 110,8 | 110,6 | 115,5 |            |
| Проволоканерж       |      | 193,1 | 137,7 | 103,7 | 139,9 |            |

Показатели экономического развития за 2021 год:
Отгружено продукции :
- Обрабрабытывающие производства-440,3 млрд руб (Металлургия-380 млрд руб);
- Добыча полезных ископаемых- 179,8 млрд руб (Уголь-176 млрд руб);
- Водоснабжение, водоотведение-90,6 млрд руб
- Электроэнергия, газ, пар- 17,9 млрд руб

Оборот розничной торговли- 115,4 млрд руб